# Milinac
Milinac je naselje u općini Levanjska Varoš u Osječko-baranjskoj županiji.

## Zemljopis
Milinac se nalazi sjeverno od ceste Đakovo - Pleternica. Susjedna naselja su Čenkovo na zapadu, Stari Zdenkovac na sjeverozapadu, Paučje na sjeveroistoku te Breznica Đakovačka na istoku.

## Stanovništvo
Naseljeno prvenstveno srpskim stanovništvom, naselje je u Drugom svjetskom ratu raseljeno.[nedostaje izvor] Prema svjedočenju stanovništvo je sprovedeno u logore Jasenovac i Stara Gradiška.
| broj stanovnika | 59    | 80    | 79    | 95    | 117   | 142   | 127   | 165   | 116   | 147   | 150   | 109   | 97    | 64    | 47    | 28    | 25    |
|                 | 1857. | 1869. | 1880. | 1890. | 1900. | 1910. | 1921. | 1931. | 1948. | 1953. | 1961. | 1971. | 1981. | 1991. | 2001. | 2011. | 2021. |

## Znamenitosti
- crkva svetog Luke